# 川陕风毛菊
川陕风毛菊（学名：Saussurea licentiana）为菊科风毛菊属的植物，是中国的特有植物。分布于中国大陆的四川、陕西、甘肃等地，生长于海拔1,950米至3,300米的地区，多生于山崖下、林中或草坡，目前尚未由人工引种栽培。